# 獣医師

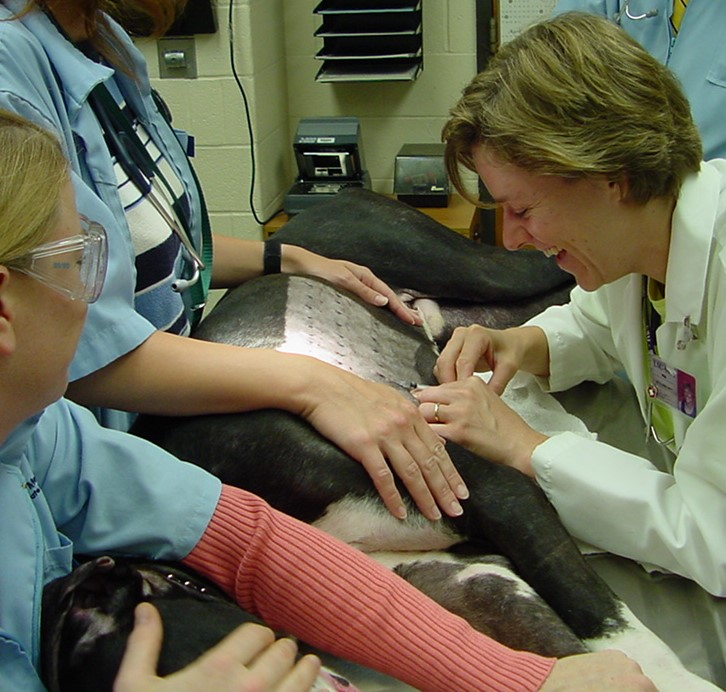
イヌにアレルギー検査を行う様子

獣医師（じゅういし、英語: veterinary physician）は、ヒト以外の動物の医師。各国の制度ごとに獣医師の免許の取得資格等は異なっている。
ペットや畜産業の動物を診断する医者以外にも、食品衛生、公衆衛生、薬品開発など幅広い分野に関わる医師もいる。

## 日本の獣医師

### 歴史
近代以前では、馬を診断することが多く馬薬師・馬医と呼ばれ、中国の故事に書かれる馬の目利き伯楽か馬の守護星の名からか判別しないが、伯楽と呼ばれることもあった。平安時代中期、10世紀に書かれた朝廷の役職などを記載した『延喜式』に馬医と馬薬の記載がある。
1876年、内藤新宿試験場内の農事修学場に獣医科生29人が入学し、イギリスから来た獣医学教師マックブライドの授業を受ける。
1885年、太政官布告により、獣医免許規則が公布された。

### 獣医師資格
獣医師免許の日本における認可機関は農林水産省である。
獣医師でない者が、飼育動物（牛・馬・豚・めん羊・山羊・犬・猫・鶏・うずら・その他獣医師が診察を行う必要があるものとして政令で定めるものに限る）の診療を業務としてはならない業務独占資格でもあり、獣医師でない者が「獣医師」の名称を使用したり、「動物医」・「家畜医」・「ペット医」等の紛らわしい名称も用いたりしてはならない名称独占資格でもある。
獣医師法では、動物の診療や保健衛生指導などを通して、次の三つに寄与することが使命とされている。
- 動物の保健衛生
- 畜産業の発展
- 公衆衛生の向上

また、獣医師資格を保有していても所定の届出を行っていない場合は臨床に携わることができない。具体的には、獣医師が飼育動物の診療の業務を行うため、診療施設を開設した場合は獣医療法第3条により、その開設の日から十日以内に、当該診療施設の所在地を管轄する都道府県知事に農林水産省令で定める事項を届け出なければならない。また、往診のみによって診療を行う獣医師については、獣医療法第7条によりその住所を診療施設とみなして、第3条の規定が適用される。

### 獣医師に付与される資格
- 無試験
  - 食品衛生管理者
  - 家畜人工授精師
- 有試験（受験資格が付与される）
  - 臨床検査技師

### 臨床獣医師
- 小動物臨床獣医師
住宅地等で自ら動物病院など小動物診療施設を開設、または既存の小動物診療施設に雇用されて勤務し犬、猫、エキゾチックアニマルなどを対象として診療行為を行なう小動物臨床、いわゆるペット病院の獣医師。
なお獣医師は診療した場合、診療簿（医師の診療録にあたる）にその事実を記載しなければならない。

- 産業動物臨床獣医師
農村地域等で自ら診療施設を開設するか農業共済組合または農業協同組合等に勤務し、周辺の畜産農家に往診し、牛や豚・鶏などの産業動物を対象とする診療行為のほか、ワクチン接種及び消毒など伝染病予防の衛生指導といった予防衛生業務を行なう。動物福祉や畜産物のトレーサビリティに関する指導を行う例もあり、企業形態の畜産農場に雇用されて勤務している者もこの範疇に入る。
農村地域で自ら診療施設を開設した獣医師が、往診先の農家で飼われているペットの診療を行なうことは法的に何ら問題ないため、近隣に小動物臨床獣医師がいないような地域ではそのようなケースも多い。畜産農家の戸数及び家畜の飼養頭羽数の減少などにより、従事者の減少が深刻化している。

- その他の臨床獣医師
  - 競馬場や競走馬の育成牧場、日本中央競馬会（JRA）など馬の関連施設へ勤務する馬専門の臨床獣医師。
  - 動物園や水族館へ勤務し、展示動物を対象とする臨床獣医師。
  - 製薬会社などで飼養される実験動物の健康管理を行う獣医師。

### 公務員獣医師

#### 国家公務員としての獣医師
獣医職としての採用がある省は厚生労働省および農林水産省である。獣医系技術職員はⅠ種相当の行政官として採用される。
活躍の場所は本省、全国の空港や海港に設けられた「検疫所」や「動物検疫所」などである。なお検疫所は厚生労働省、動物検疫所は農林水産省の所管である。
- 「検疫所」は人の伝染病（感染症）の海外から日本国内への流入、及び日本国内から海外への流出を未然に防ぐ重要な機関であり、獣医師職員はこのうち輸入食品の確認検査の業務を担当する。
- 「動物検疫所」では輸出入される生きた動物、食品以外の動物製品に由来する伝染病・感染症の流出・流入を未然に防ぐ業務をおこなう。

#### 地方公務員としての獣医師
「公務員の獣医師（行政獣医師）」の活躍の場は、農林水産行政（家畜保健衛生所など農林水産省の法令を所管）と、公衆衛生行政（保健所、食肉衛生検査所など厚生労働省の法令を所管）とに大別される。
- 「各都道府県庁」の畜産行政事務及び公衆衛生（と畜場や動物愛護法）行政事務を中心に、一部の県では林業の鳥獣保護及び狩猟許可行政事務や、水道行政事務（ネズミなどの駆除）に関わる者も少数ながら存在する。捕鯨が盛んだった時期は、近海捕鯨県の水産課（和歌山県や高知県）にも配属されていた。
- 「食肉衛生検査所」からと畜場へ出向き、食肉の検査を通じて食用の家畜の病態調査や病原性大腸菌(O157)・BSEなどの人獣共通感染症対策及び残留抗生物質対策に従事する者（と畜検査員）。
- 「保健所」において、食品衛生監視業務、環境衛生監視業務、薬事監視業務に従事する者（食品衛生監視員,環境衛生監視員および薬事監視員）。動物愛護施設が別にない場合は動物保護管理業務を含む。また、人獣共通感染症の専門家として感染症予防法に基づく業務にも従事する。
- 「動物愛護施設（自治体により名称は異なる）」において、狂犬病予防法や動物愛護法にもとづき保護された犬猫ほかの動物の管理・殺処分・譲渡、動物愛護普及啓発業務、及び動物取扱業や特定動物飼育施設の監視業務に従事する者（狂犬病予防員及び動物監視員）。なお化製場等に関する法律にもとづく届出は、通常保健所の所管であるが、動物愛護施設で取り扱う場合もある。
- 「衛生研究所（自治体により名称は異なる）」等の試験研究機関において、研究員として主に人の感染症や食品衛生に関する研究・検査業務に従事する者。
- 「家畜保健衛生所」において、BSEや口蹄疫ならびに高病原性鳥インフルエンザをはじめとする家畜の感染症など、生産性に悪影響を及ぼす各種疾病の検査・診断業務及び予防対策に従事する者（家畜防疫員）。
- 「動物園や水族館」にて展示動物の診療を行なう獣医師であっても、その経営母体が都道府県や市町村などの地方公共団体であれば、同様に地方公務員となる。
- 「畜産試験場」において、家畜の改良増殖に従事する者。
- 「林業試験場」において、狩猟の監視・許可や野生動物の保護に従事する者（特に、関東地方の林業試験場に多く配属されている）。
- 「水産試験場」において、魚類をはじめとする水産動物・植物の改良増殖に従事する者（2010年8月現在、水産試験場における獣医師は三重県水産研究所以外には配属されていない）。

#### 公務員獣医師の不足問題
食の安心・安全や、BSE・鳥インフルエンザなどの動物由来感染症に世間の注目が集まるとともに公務員獣医師、特に地方公務員獣医師の仕事量は年々増加している。しかし前述のとおり昇進の遅さに加えて肉体・精神ともに過酷な業務が多く、大半の都道府県における給与体系が事務職と同一であるなど待遇面の改善が遅れているため、新卒の獣医学生の多くが小動物臨床を志望する傾向が年々強まっている。そのため東京都・神奈川県・大阪府など大都市圏を除いた多くの県が定員割れであり、さらには団塊世代の大量退職による深刻な公務員獣医師の不足が生じている。ただし、近年では改善案として給付型奨学金や初任給調整手当を支給する都道府県が増加している。（初任給調整手当は平成24年度で25都道府県で支給）　また、福岡県における「特定獣医師職給料表」の新設のように、同じく6年制である学部を卒業した医師と同様の待遇が必要とされている。
私立獣医科大学協会会長政岡俊夫による「我が国における獣医師の需給見通し等について（意見）」（2013年2月）によれば、日本の獣医師数全体に不足はなく「むしろ供給過剰になる可能性(p.1)」があるとしながらも、公務員獣医師就職者については地域偏在が課題となっていることを認めており、「獣医師が担当していて他の職種と入れ替えることが可能な公的業務は相当にあります。（中略）欧米のような食肉検査補助員制度が我が国にも導入されれば、地方における公衆衛生獣医師の需要は激減します。(p.2)」「公衆衛生分野において欧米並みのスーパーバイザー的な制度の確立が出来上がれば、公務員獣医師の需要の激減も予測されます。(p.2)」などと提言している。

### 関連法規
- 獣医師法
- 獣医療法
- 医薬品医療機器等法
- 毒物及び劇物取締法
- 覚醒剤取締法
- 麻薬及び向精神薬取締法
- 動物の愛護及び管理に関する法律
- 鳥獣の保護及び狩猟の適正化に関する法律
- 絶滅のおそれのある野生動植物の種の保存に関する法律
- 特定外来生物による生態系等に係る被害の防止に関する法律
- 家畜伝染病予防法
- 牛海綿状脳症対策特別措置法
- 牛の個体識別のための情報の管理及び伝達に関する特別措置法
- 飼料の安全性の確保及び品質の改善に関する法律
- 家畜保健衛生所法
- 家畜改良増殖法
- 家畜排せつ物の管理の適正化及び利用の促進に関する法律
- 感染症の予防及び感染症の患者に対する医療に関する法律
- 狂犬病予防法
- と畜場法
- 食鳥処理の事業の規制及び食鳥検査に関する法律
- 化製場等に関する法律
- 食品安全基本法
- 食品衛生法
- 家畜商法

### 獣医師育成機関
現在、獣医学を学べる大学は全国で17校ある。これらの学校教育法に基づく大学（短期大学を除く）において、獣医学の正規の課程（獣医学科・6年制）を修めて卒業した者のみに獣医師国家試験を受験する資格が得られる。国公立大学の総定員370名と私立大学の総定員700名を足しても約1070人しか募集がないため、入学試験の単純倍率は約20倍前後といわれ農学系の中では最難関の学科である。なお、農林水産省の管轄で農学部に含まれることが多いが基礎医学などは医学科とほぼ同じことを学んでいる。

#### 国立大学
- 北海道大学　獣医学部 共同獣医学科
- 帯広畜産大学　畜産学部 共同獣医学課程
- 岩手大学　農学部 共同獣医学科
- 東京大学　農学部 獣医学課程
- 東京農工大学　農学部 共同獣医学科
- 岐阜大学　応用生物科学部 共同獣医学科
- 鳥取大学　農学部 共同獣医学科
- 山口大学　共同獣医学部 獣医学科
- 宮崎大学　農学部 獣医学科
- 鹿児島大学　共同獣医学部 獣医学科

#### 公立大学
- 大阪公立大学　獣医学部 獣医学科

#### 私立大学
- 酪農学園大学　獣医学群 獣医学類
- 日本大学　生物資源科学部 獣医学科
- 北里大学　獣医学部 獣医学科
- 麻布大学　獣医学部 獣医学科
- 日本獣医生命科学大学　獣医学部 獣医学科
- 岡山理科大学　獣医学部 獣医学科

## 北米の獣医師
米国の全州およびカナダにおける獣医師資格試験（North America Veterinary Licensing Examination）は1950年から統一基準をもとに行われている。

### アメリカ合衆国の獣医師
米国では1892年に全州をまたがる獣医師会組織が求められ、米国獣医師会（American Veterinary Medical Association: AVMA）が組織された。1946年に米国獣医師会に獣医学教育審議会（Council on Education：COE）、1950年には獣医師国家試験委員会（National Board of Veterinary Medical Examiners）が設置され、米国の全州とカナダにおける獣医師資格試験（North America Veterinary Licensing Examination）の統一基準が作成された。
獣医師免許のアメリカ合衆国における認可機関は米獣医学協会（American Veterinary Medical Association；AVMA）及び各州に設立されている獣医師会である。
AVMA認可の獣医大学の卒業者はNAVLE北米獣医師免許試験（North American Veterinary Licensing Examination）に合格し、各州の獣医師免許試験を合格すればその州で獣医師に従事することができる。

### カナダの獣医師
獣医師免許のカナダにおける認可機関はカナダ獣医学協会（Canadian Veterinary Medical Association；CVMA）である。

## 欧州の獣医師
- スペインの獣医学教育（フランス語版）
- フランスの獣医学教育（フランス語版）
- ベルギーの獣医学教育（フランス語版）

### 歴史
ヨーロッパでは動物疾病の制圧や軍用馬の獣医療にあたる職業獣医師の育成のため、フランスのリヨンに世界で最初の獣医学校であるリヨン獣医学校（1761年）が設立された。その後、ドイツ、オーストリア、デンマーク、ハンガリーなど各地で獣医学校が開設された。1988年にはEU域内の獣医系大学によりヨーロッパ獣医系大学協会（European Association of Establishments for Veterinary Education: EAEVE）が設立された。EAEVEは加盟校に最低限度以上の教育・研究や改善を行えるようサポートを行う組織であり、2023年時点でヨーロッパに存在する110の獣医学教育機関のうち、96の機関がEAEVEの加盟機関である。

### イギリスの獣医師
獣医師免許のイギリスにおける認可・規制機関は王立獣医師会 (Royal College of Veterinary Surgeons；RCVS)である。イギリス、EU、オーストラリア、ニュージーランドの獣医大学の卒業者はRCVSの獣医師免許取得の有資格者である。また、米獣医学協会（American Veterinary Medical Association；AVMA）認可大学の卒業者もRCVSの獣医師免許取得の有資格者である。それ以外の者はRoyal College of Veterinary Surgeons Membership Examinationの受験が必要となる。

### コロナウイルスへの対処
コロナウイルスの感染拡大を受けたヨーロッパで、対人医療にも利用可能な医療機器を提供したり、ウイルスの検査・分析を支援したりする動きが広がっているほか、緊急時の医療ボランティアに登録した獣医師も数千人に上る、スイス獣医師会は可能な範囲で医療現場を支援するよう会員らに呼び掛けた、フランスでは獣医師1万8000人のうち約5000人が、政府の募集した医療ボランティアに登録した、スペインの首都マドリードの獣医師会によれば、市内では獣医師らが医療現場で看護師を補佐したり、仮設病院で医療チーム運営や医療機器の取り扱いを担ったりしている。

## 国際的な獣医学教育質保証
2009年10月、国際獣疫事務局（Office International des Epizooties：OIE）はパリで世界92ヵ国の獣医系大学の学部長や各国の行政獣医官を集めた会議を開催し、国際的に通用する獣医学教育モデル・カリキュラムを作成することになった。
2015年12月に国際獣疫事務局は加盟国の獣医学教育機関（Veterinary Education Establishment: VEE）のリストを公表し、2016年6月にはバンコクで開催された「第4回国際獣医学教育会議」（Fourth Global Conference of Veterinary Education）でOIE標準の教育を遂行するよう勧告した。

## 獣医師とメンタルヘルス
獣医療従事者や獣医学生は過度なストレス状態におかれることが多く、メンタルヘルスが損なわれる傾向にある。世界中で同様の問題が指摘されており、2017年に日本の獣医学生348人に対する質問でも、メンタルヘルスが損なわれた学生が多く質問した可能性もあるが、精神科への受診歴、自殺念慮などを一度でも経験した割合は53.4％（186人）と高い傾向が多く見られ、その中で相談できなかったとする学生は106人（57.0%）であった。

## 著名な獣医師・獣医学博士
時重初熊
駒場農学校獣医学科卒業。日本獣医学博士の第1号。日本獣医学教育の祖。特に家畜病理学の分野で活躍した。
山根義久
鳥取大学農学部卒業、岡山大学医学博士、麻布大学獣医学博士
獣医学者（東京農工大学名誉教授、元日本獣医師会会長）、実業家（日本動物高度医療センター創業者）。
コリン・アルバート・マードック
ニュージーランドの獣医師・薬剤師。「使い捨ての皮下注射器」や「麻酔銃」など獣医などが用いる医療機器の発明によりニュージーランド・メリット勲章を授与されている。

## 文化
4月の最終土曜日は、World Veterinary Day（世界獣医の日）で、その貢献と仕事をたたえる日である。2000年、世界獣医協会によって制定された。

### 獣医師を題材にした作品
- 小説・エッセイ等
  - 『ヘリオット先生奮戦記』等
- コミック
  - 『動物のお医者さん』(ドラマ化)
  - 『獣医ドリトル』(ドラマ化)
  - 『ワイルドライフ』(ドラマ化)
  - 『獣医さん、事件ですよ』(ドラマ化)
- リアリティ番組
  - 『スゴ腕どうぶつドクター』